# Hans Jørgen Jensen (politiker)
 Der er flere personer med dette navn, se Hans Jørgen Jensen.
Hans Jørgen Jensen (født 26. marts 1929 i Gl. Holte, død 8. januar 2007) var en dansk fagforeningsleder og politiker, der repræsenterede Socialdemokratiet i Folketinget 1977-1984 og 1987-1994.
Jensen var uddannet kommis i Brugsen i Trørød. Han blev sygekassefunktionær i 1951 og blev i 1966 forretningsfører for Sygekassefunktionærernes Fagforening. Han blev i 1970 sekretær i Dansk Funktionærforbund, og var formand for forbundet fra 1977 til 1992. Efter sin pensionering var han formand for LO's Faglige Seniorer.
Sit engagement i Socialdemokratiet begyndte han som formand for DSU i Søllerød. Han blev valgt til kommunalbestyrelsen i Søllerød Kommune for Socialdemokratiet i 1966 og sad her til 1970. I 1977 indtrådte han i Folketinget da Ejler Koch nedlagde sit mandat. Han forblev i Folketinget indtil han ved valget i 1984 røg ud efter en fintælling, men blev valgt ind igen i 1987 og sad frem til 1994. Derudover var midlertidig medlem af folketinget 19 gange i perioden 1974-1997. Han var bl.a. formand for Arbejdsmarkedsudvalget.
Hans Jørgen Jensen var afholdsmand og var en overgang også medlem af Alkoholpolitisk Kontaktudvalg.